# Njhyi
Njhyi ist ein Jazzalbum des Nok Cultural Ensemble von Edward Wakili-Hick. Die um 2021/22 entstandenen Aufnahmen erschienen am 14. Oktober 2022 auf dem Label SA Recordings.

## Hintergrund
Der nigerianisch-britische Musiker Edward Wakili-Hick sei eine Schlüsselfigur in der Londoner Jazzszene. Wakili-Hick trommelte mit Leuten wie Nubya Garcia, Gilad Atzmon und Sons of Kemet; er leitete auch die Steam Down-Sessions in Deptford unter dem Namen Nache, heißt es im Guardian. Das Nok Cultural Ensemble wird dort als ein neues Projekt unter der Leitung von Wakili-Hick vorgestellt. Zu den Teilnehmern dieses Musikerkollektivs gehören Mitglieder der Bands Kokoroko, Afrorack und Ezra Collective, ebenso eigenständige Bandleader wie der Tuba-Spieler Theon Cross und die Sängerin/Multiinstrumentalistin Angel Bat Dawid.
Das Ensemble ist nach der frühgeschichtlichen Nok-Kultur benannt, die vermutlich bereits um 1500 v. Chr. im heutigen Nigeria existierte und mit ihren beeindruckenden Terrakotta-Skulpturen seit den 1920er Jahren entdeckt wurde. Auf dem Album konzentriert sich das Nok Cultural Ensemble auf verschiedene perkussive Traditionen der afrikanischen Diaspora. Den Kern des Ensembles bildet ein vierköpfiger „Drum Circle“, zu dem Wakili-Hick selbst, Onome Edgeworth (von Kokoroko), Dwayne Kilvington (alias Wonky Logic) und Joseph Deenmamode (alias Mo Kolours) gehören, die alle afrikanische Perkussion wie die ghanaische Fasstrommel Kpanlogo, die mauritische Rahmentrommel Ravanne, die Schlitztrommel der Ewe oder die Doppelglocke Gankogui spielen.
Parallel zur Veröffentlichung des Albums hat sich das Nok Cultural Ensemble mit Spitfire Audio zusammengetan, um „Tape Percussion“ von Nok Cultural Ensemble zu veröffentlichen, eine Sample-Bibliothek, die in den legendären Londoner Ariwa Studios erstellt wurde.

## Titelliste
- Nok Cultural Ensemble: Njhyi (SA Recordings)

1. Njhyi 3:06
2. Awakening ft Theon Cross 6:18
3. Sang Awun 3:21
4. Ancestral Visions 4:00
5. Enlightenment ft Angel Bat Dawid 2:52
6. Lyet 3:37
7. Kyangma 5:39
8. Y.T.T.T. 5:04
9. Maroon Step ft Watusi87 2:47
10. Nietatangwat 3:08
11. Communal Healing 1:13

Wenn nicht anders vermerkt, stammen die Kompositionen von Edward Wakili-Hick.

## Rezeption

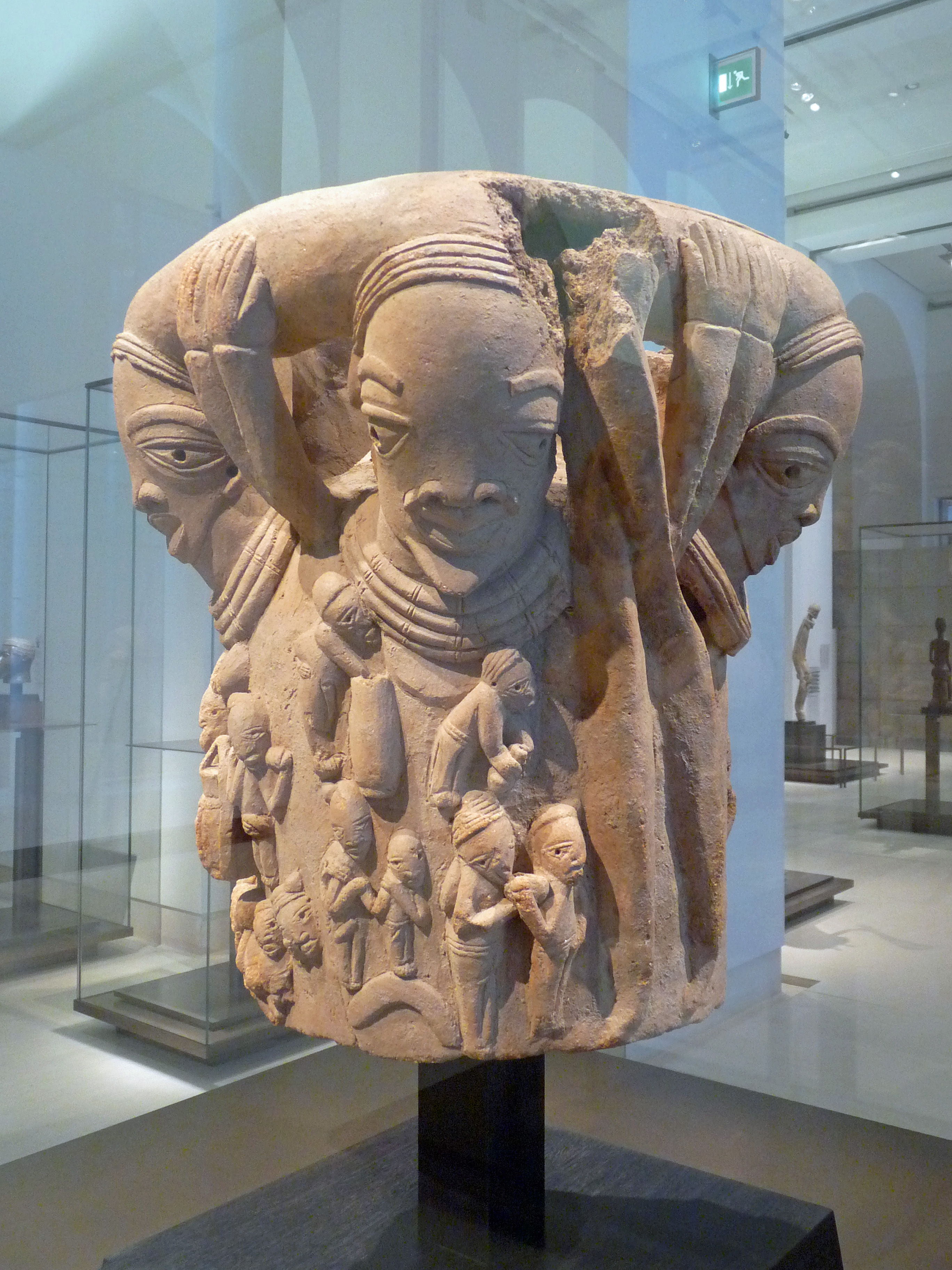
Skulptur der Nok-Kultur (Louvre)

Phil Freeman schrieb in Ugly Beauty/Sterogum, dies sei keine Band, sondern eher ein Kollektiv, denn nicht jedes Mitglied sei auf jedem Track zu hören. „Awakening“ sei ein Showcase für Theon Cross, mit Hick am Schlagzeug, also im Grunde ein Duo-Stück, mit ein paar sehr subtilen Spritzern elektronischer Sounds hier und da und einigen Dub-Effekten im Mix. Cross erkunde den vollen Tonumfang der Tuba und spiele mit einer außergewöhnlichen Sanftheit höhere Töne, als man sie für das Instrument für möglich gehalten hätte. Manchmal klinge er „wie ein Elefantenbaby, das irgendwo in der Ferne nach seiner Mutter ruft“, und einige seiner Töne enden mit einem kleinen Kussgeräusch, das man meist nur von Avantgarde-Trompetern wie Bill Dixon und Axel Dörner gehört habe. Es sei eine wirklich beeindruckende Leistung, besonders wenn man bedenke, wie er den von Handpercussion festgelegten Beat umarmt und nur ein paar kleine Rasseln von Snare- und Beckencrashs. Es klinge aufregend und spannend, wie ein Sons-of-Kemet-Track, bei dem die Lautstärke auf etwa zwei heruntergedreht sei.
Entscheidend sei, dass diese Musik „durch Zeit und Raum mit anderen Instrumenten gemischt werden, von Caxixi-Rasseln bis hin zu Cajón-Boxen und Roland-Drumcomputern, die Afrika mit der Diaspora verbinden und uns vom jamaikanischen Nyabinghi zum Grime, vom brasilianischen Baião zum Drill, von Rumba zum Dub führen“, schrieb John Lewis im Guardian. Diese Verschmelzungen seien so komplex und überzeugend, dass man dabei die Knappheit an Melodieinstrumenten kaum bemerke. Sogar die Gasthornisten würden bewusst restriktive Soli spielen: in „Awakening“ erlebe man den Tubisten Theon Cross, der minimalistische Morsecode-Pulse auf einer Muschelschale bläst; auf „YTTT“ beschränke sich die Saxophonistin Nubya Garcia auf eine seltsame Vier-Noten-Tonleiter auf einer Flöte; auf „Ancestral Visions“ spiele Wakili-Hick eine ghanaische Bambusflöte, als wäre sie auch ein Teil einer Rhythmusgruppe. Nur auf „Enlightenment“ würde Angel Bat Dawid mit einem schlüpfrigen, eigensinnigen Klarinetten-Ausgeflippe loslassen.
Dave Sumner schrieb in Bandcamp, Edward Wakili-Hicks NOK Cultural Ensemble würde einen umfassenden Blick auf die afro-diasporische Percussion werfen und gleichzeitig auf die Details der verschiedenen Idiome eingehen, aus denen die Traditionen bestehen. Zusammen mit einer Reihe von Mitwirkenden aus Gruppen wie Sons of Kemet, Kokoroko, RU1 Fam, Wonky Logic, Ezra Collective, DAOUI, Damon Locks Black Monument Ensemble und Blue Alchemy streue Wakili-Hick Melodien über fließende rhythmische Oberflächen. Die dialogorierntierten Spielweisen seien fesselnd und öffnen ein Fenster zu einem Blick auf Stile wie Agbaja, Soca, Apala, Bélé und Sega.